# Зимненский монастырь
Зи́мненский Святого́рский Успе́нский монасты́рь — женский монастырь Украинской православной церкви во Владимиро-Волынской епархии, ставропигиальный (подчиняется непосредственно митрополиту Киевскому) с 1996 года. Находится на Святых Холмах над речкой Луга (Луг) возле села Зимнего и в нескольких километрах от города Владимира Волынской области на Украине.

## История
По преданию, основан в 1001 году князем Владимиром как мужской Успенский. Занимал выгодное для обороны положение, будучи расположен на мысе, который на севере и западе круто обрывается к реке Луг.
О монастыре под названием «Святая гора» впервые упоминает летопись Нестора конца XI века. Также говорится, что первый игумен Киево-Печерского монастыря Варлаам умер здесь по пути из Царьграда в Киев. Предполагается, что в эпоху Киевской Руси Зимненская обитель служила загородной резиденцией епископов Владимир-Волынских.
В документальных письменных источниках Зимненский монастырь впервые упоминается в 1458 году. Источники упоминают село Зимно, владельцем которого стал во второй половине столетия православный волынский вельможа Фёдор Чарторыйский, ставший благотворителем монастыря. Чарторыйский возвёл для монастыря храм Успения Пресвятой Богородицы и крепостные стены с башнями. Сын Ф. Чарторыйского Александр подверг обитель имущественным притеснениям, но в конце жизни, помирился с иноками и отлил им в 1566 году колокол, уцелевший до наших дней. После смерти А. Чарторыйского Зимно принадлежало разным арендаторам, тоже притеснявшим монахов.
В 1682 году монастырь перешёл к униатам и со временем прекратил существование. В 1795 году храмы бывшего монастыря были переданы православным в качестве приходских.
В 1892 году сюда прибыли монахини Корецкого монастыря, начавшие восстановление монашеской жизни. Указом Святейшего синода от 28 февраля 1893 года преобразован в женскую обитель и приписан в Корецкому монастырю (к 1914 году в обители подвизались 16 монахинь и 103 послушницы). В начале Первой мировой войны по указу духовной консистории игуменья Ариадна с 40 сёстрами переехала из Зимно в житомирское предместье Павлюковцы, эвакуировав с собой святыню — Зимненскую икону Божией Матери. Остальные сёстры выразили готовность умереть в своей обители.
В 1946 году монастырь был закрыт. В июне 1991 года в монастырь прибыли первые насельницы из Корецкого монастыря для восстановления обители.

## Архитектура
В состав историко-архитектурного памятника входят Успенская церковь, участки оборонительных стен с пятью воротами и тремя угловыми башнями, надвратная башня-колокольня на юге и трапезная с церковью. К северу от плато, на котором расположены основные постройки, находится небольшая Троицкая церковь, рядом с ней в склоне холма — вход в пещеры с подземной церковью святого Варлаама.
Строительство каменных зданий, церквей, возводятся оборонительные стены с башнями велось с 1460-х годов. С утратой монастырём оборонного значения в стенах были устроены арочные ворота. В 1898—1900 году по проектам архитектора К П. Козлова были перестроены колокольня, Успенская церковь, построены школа и подземная Варлаамовская церковь.
Успенская церковь представляет собой трехнефную базилику с более широким центральным нефом, отделённым от боковых четырьмя прямоугольными столбами. Основной объем её перекрыт сводами, опирающимися на стены и столбы. На северо-востоке к основному объёму примыкает двухъярусная башня, а на востоке — сохранившаяся честь апсиды. Наружный декор церкви — сдержанный, в конце XIX — начале XX вв. появились наличники вокруг арочных окон и узорчатая кладка тамбура перед западным входом.
Подземная церковь святого Варлаама была устроена на месте тесной часовни. Церковь представляет собой небольшое прямоугольное в плане помещение с двумя апсидами на востоке и западе, перекрытое сомкнутым сводом с квадратным вентиляционным отверстием.

## Современное состояние
В 1991 году восстанавливать обитель приехали насельницы Корецкого монастыря монахиня Стефана (Бандура), впоследствии ставшая его настоятельницей, и инокиня Галина (Тищук). Благотворительную помощь в восстановлении монастыря оказали украинские политики Юрий Бойко, Виктор Балога, Виктор Медведчук и его супруга Оксана Марченко, монастырь неоднократно посещал президент Украины Леонид Кучма.
На 2009 год в монастыре жили 40 монахинь и послушниц.
В обители работают золототканая мастерская и пекарня, есть скотный двор и фруктовый сад, что позволяет помогать нуждающимся, выделяя продукты питания и организовывая благотворительные обеды. При монастыре работает детский офтальмологический кабинет воспитываются дети из неблагополучных семей, действует лагерь для детей-сирот и летний оздоровительный лагерь для детей с заражённых радиацией территорий.